# Mary Ann Nichols
Mary Ann "Polly" Walker Nichols, nata Mary Ann Walker e soprannominata Polly (Londra, 26 agosto 1845 – Londra, 31 agosto 1888), è stata una prostituta inglese, famosa per essere stata la prima delle cinque vittime accertate del serial killer Jack lo squartatore.

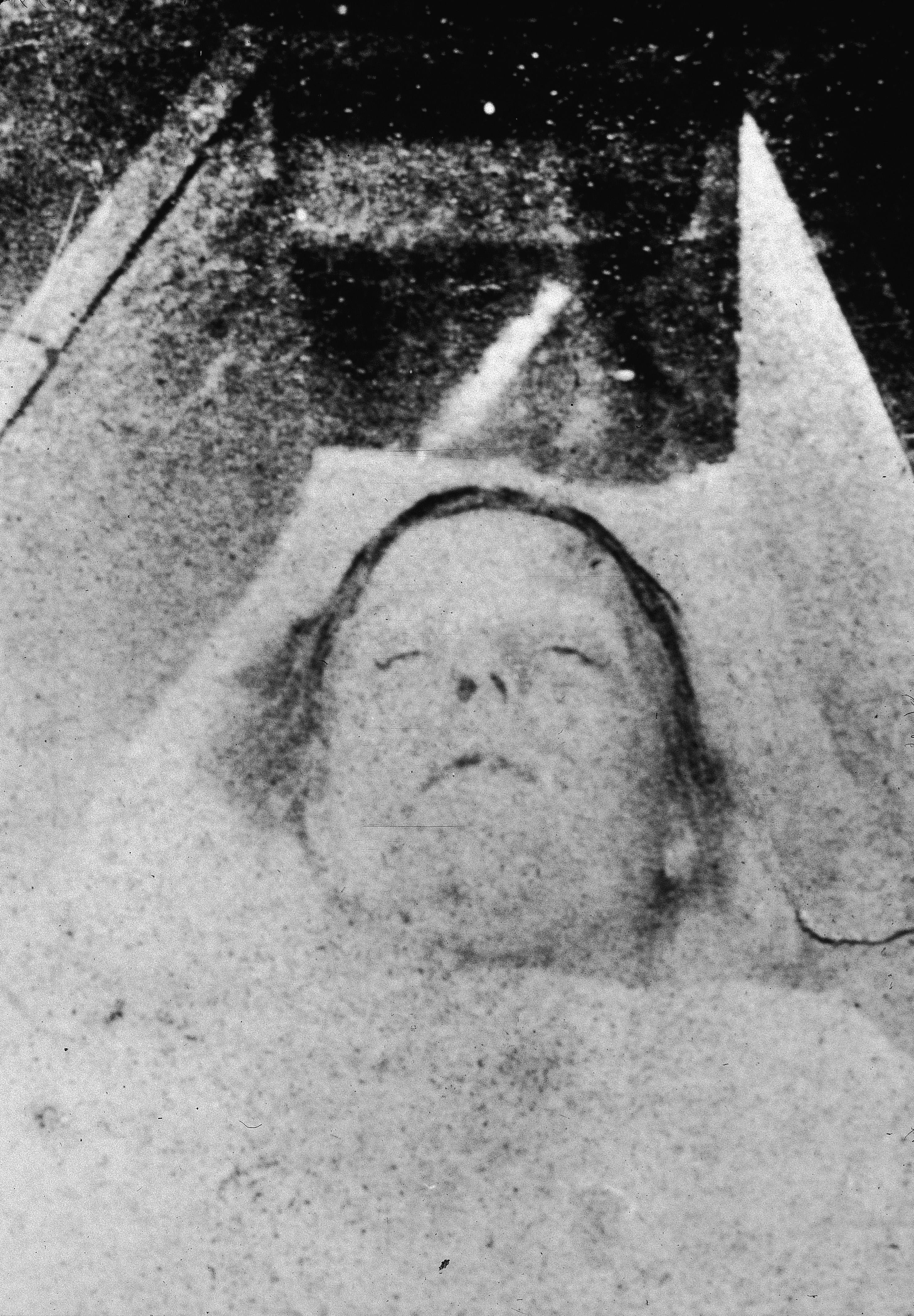
Fotografia mortuaria di Mary Ann Nichols

Si prostituiva nei sobborghi di Londra e più precisamente nel quartiere di Whitechapel. Aveva 43 anni all'epoca della sua morte, che avvenne a Buck's Row. Secondo i rapporti di Scotland Yard del tempo, era alta all'incirca un metro e sessanta, aveva capelli castani tendenti al grigio, occhi scuri o grigi, così come il colorito. Le mancavano dei denti, ma il suo viso era descritto come piccolo e delicato. Nonostante fosse alcolizzata, la sua amica ed ex-coinquilina Emily Holland la ricordò come "molto pulita e riservata".

## Gioventù e matrimonio
Era la figlia di Edward Walker, un fabbro di Camberwell, e di sua moglie Caroline. Sposò William Nichols nel 1864, a 19 anni. La coppia ebbe cinque figli:
- Edward John Nichols (1866)
- Percy George Nichols (1868)
- Alice Esther Nichols (1870)
- Eliza Sarah Nichols (1877)
- Henry Alfred Nichols (1879)

Nel 1880 Edward John Nichols, allora quattordicenne, si trasferì a casa del nonno materno; ciò lascia pensare che vi fossero attriti in famiglia o che non avesse una relazione buona con il padre (questo fatto sarà anche confermato dall'atteggiamento distaccato dei due in occasione del loro incontro al funerale di Polly).

## Separazione
Non si trattò di un matrimonio particolarmente felice, benché la relazione sia durata 24 anni: la coppia si separò varie volte ("cinque o sei", a detta di William Nichols), e nel 1881 Polly lasciò il marito definitivamente. Edward Walker, suo padre, accusò il genero di aver avuto una relazione con la cameriera (assunta per accudire Polly durante la sua ultima gravidanza). Nichols invece sostenne di aver avuto tale relazione solo dopo l'abbandono di Polly, a sua volta accusava quest'ultima di aver lasciato lui e i bambini.
In seguito alla separazione, Polly cominciò a girare da una casa di lavoro all'altra, facendosi anche ricoverare nelle rispettive infermerie. L'anno successivo, William scoprì che sua moglie aveva una relazione con un altro uomo (secondo altre fonti, invece, l'uomo scoprì che sua moglie si prostituiva) e cessò di inviarle soldi. L'ultima volta che i due si videro fu nel 1885. Nel 1887, la polizia la trovò buttata per strada a dormire: riconosciuta in stato di indigenza, fu mandata in un'altra casa di lavoro. Un anno dopo, Polly fu assunta dalla famiglia Cowdry in veste di cameriera. Samuel e Sarah Cowdry, sulla sessantina, erano molto religiosi e rigorosamente astemi. Polly scrisse al padre, comunicandogli la buona notizia del suo nuovo lavoro, ma due mesi dopo avrebbe rubato dei vestiti e sarebbe stata costretta a scappare.

## Ultimi giorni
Polly trovò alloggio a Thrawl Street, condividendo una stanza con altre quattro donne (tra queste vi era Emily Holland). Successivamente si spostò in una pensione situata in Flower and Dean Street (questa pensione sarebbe stata frequentata, a periodi alterni, anche da altre due vittime dello Squartatore, Elizabeth Stride e Catherine Eddowes).
Il 30 agosto 1888 era un giorno freddo e piovoso. Mary Ann venne vista nei dintorni di Whitechapel Road. Dopo l'una di notte, venne cacciata dalla cucina di una pensione delle vicinanze perché non aveva i soldi per pagare la pigione. Polly chiese comunque al guardiano di tenerle un letto, dal momento che stava per andare a procurarsi dei soldi. Un'ora dopo, Emily Holland la incontrò (l'avrebbe successivamente descritta come "molto ubriaca e barcollante a ridosso del muro"). Polly confidò all'amica di aver ricevuto soldi per ben tre volte, ma di averli spesi tutti in alcool. Le disse che sarebbe tornata a casa dopo un altro tentativo.

## Omicidio

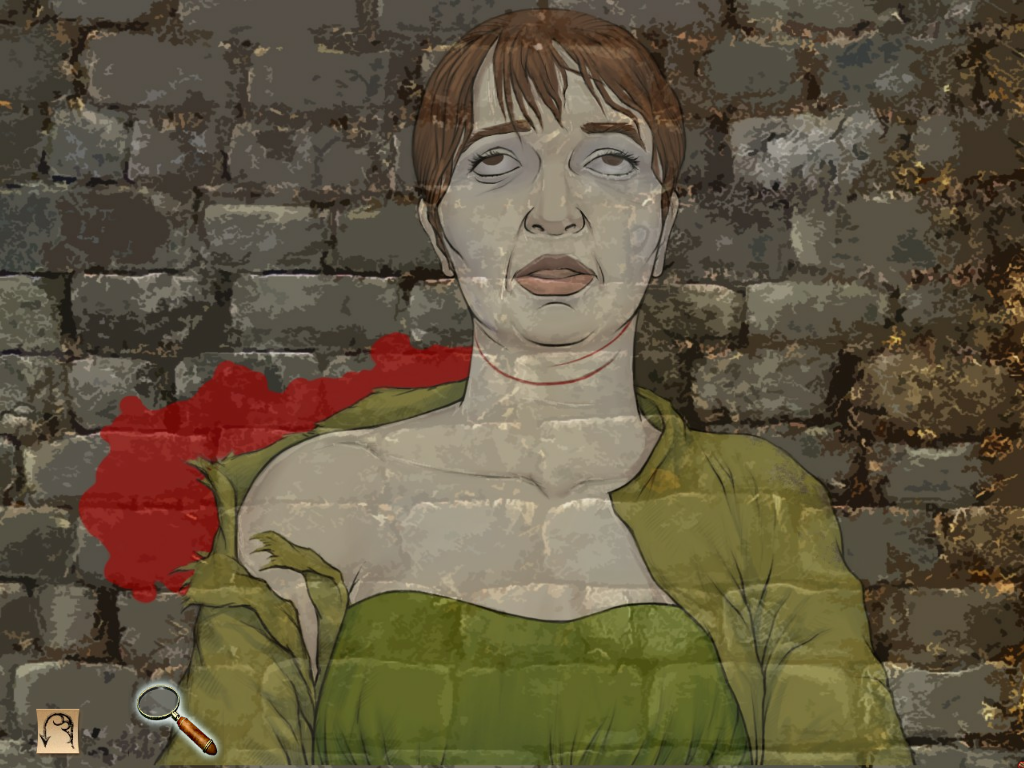
Rappresentazione del corpo di Polly Nichols al momento del ritrovamento nel videogioco Sherlock Holmes contro Jack lo Squartatore

Intorno alle 3:45 di notte del 31 agosto 1888, Charles Cross (un cocchiere il cui vero nome era Charles Lechmere e che sarebbe stato uno dei sospetti delle investigazioni in tempi assai successivi) e Robert Paul scoprirono il cadavere della donna lungo Buck's Row, oggi Durward street, vicino al civico 51. Erano incerti sulla sua morte effettiva, poiché il corpo era ancora caldo.
I due uomini fecero accorrere sul posto l'agente Neil, che chiamò il dottor Llewellyn. Quest'ultimo confermò che la morte della donna era avvenuta solo pochi minuti prima e ritenne di non avere dubbi sul fatto che fosse morta proprio lì. Il suo cadavere venne identificato prima da una collega di una casa di lavoro e successivamente dal marito.
Al momento della morte, Polly indossava:
- cuffietta di paglia nera guarnita di velluto nero
- soprabito rosso-mattone
- abito marrone (è possibile che questo facesse parte della refurtiva rubata ai Cowdry, dal momento che appariva nuovo)
- stoffa per il torace di flanella bianca
- calze di lana nera a coste
- sottoveste di lana grigia
- sottoveste di flanella
- tasche di flanella
- stivali da uomo con la punta di ferro.

Inoltre, aveva con sé:
- pettine
- fazzoletto da tasca bianco
- frammento di specchio

## Descrizione del cadavere
Il corpo è stato ritrovato sdraiato supino sul pavimento, in prossimità del muro. Le gonne erano sollevate quasi all'altezza dello stomaco. Da come la descrive l'agente Neil,
Secondo quanto riportato dal The Times dell'epoca,

## Funerale

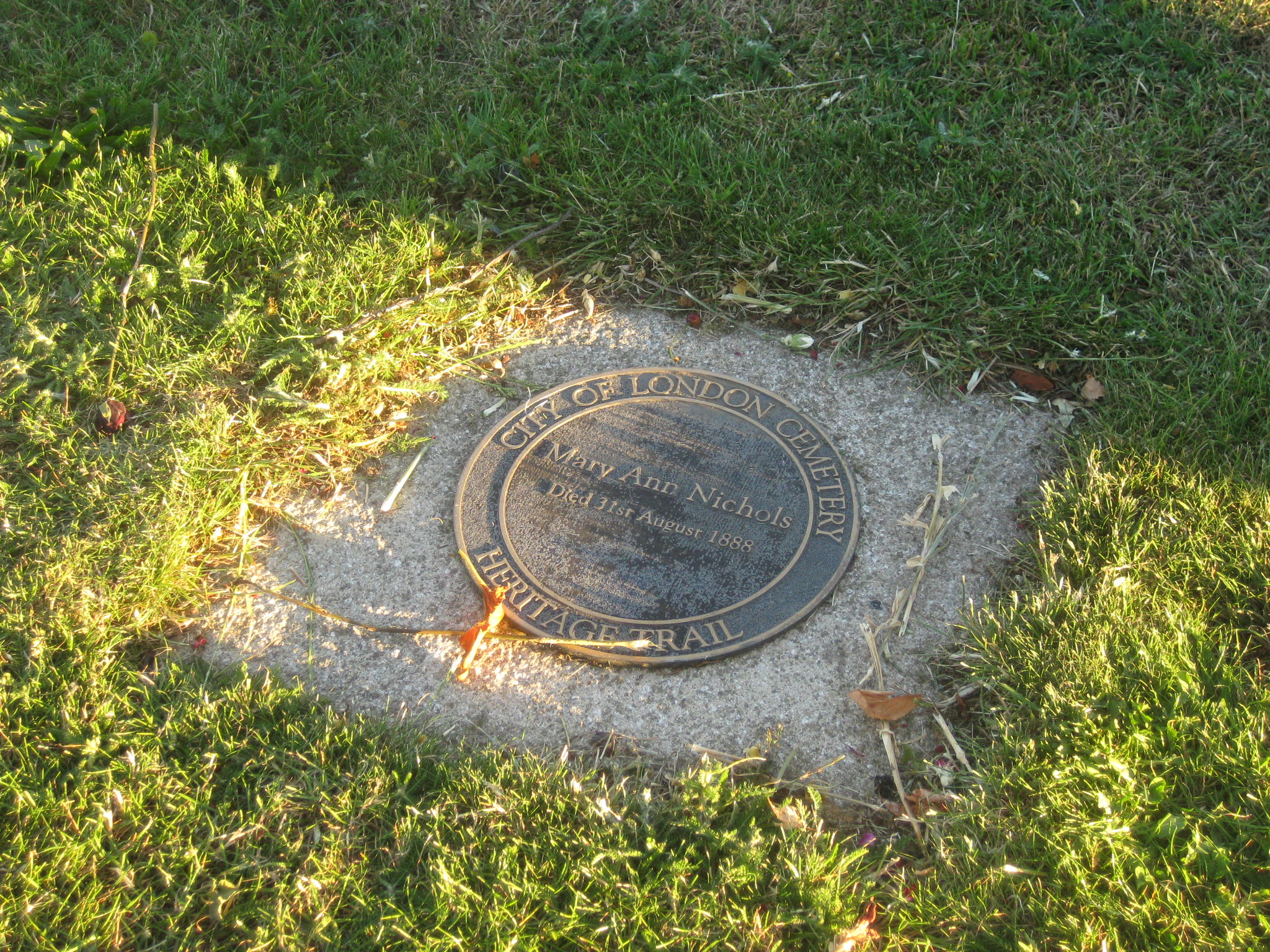
La tomba di Mary Ann Nichols nel 2009.

Polly fu sepolta giovedì 6 settembre 1888 nel City of London Cemetery and Crematorium, nel borgo londinese di Newham, in una tomba pubblica. Hanno partecipato al funerale (e ne hanno pagato le spese) il padre Edward Walker, il marito William Nichols ed il figlio maggiore Edward John Nichols.
Nel 1996, il cimitero pose una placca commemorativa sulla sua tomba, dove si legge:
MARY ANN

NICHOLS [sic]

DI 43 ANNI

SEPPELLITA IL 6 SETTEMBRE 1888

VITTIMA DI

"JACK LO SQUARTATORE"»

## Nella cultura di massa
Nel videogioco Assassin's Creed: Syndicate, Evie Frye afferma che ella era un membro degli Assassini e che prima di essere uccisa da Jack ha lanciato il suo anello con riferimento alla confraternita.